# Comuna de Lipie
Lipie (polaco: Gmina Lipie) é uma gminy (comuna) na Polónia, na voivodia de Silésia e no condado de Kłobuck. A sede do condado é a cidade de Lipie.
De acordo com os censos de 2005, a comuna tem 6550 habitantes, com uma densidade 66,2 hab/km².

## Área
Estende-se por uma área de 99,07 km², incluindo:
- área agricola: 63%
- área florestal: 31%

## Demografia
Dados de 30 de Junho 2004:
|                      | Total   | Total | Mulheres | Mulheres | Homens  | Homens |
| -------------------- | ------- | ----- | -------- | -------- | ------- | ------ |
|                      | pessoas | %     | pessoas  | %        | pessoas | %      |
| População            | 6554    | 100   | 3326     | 50,7     | 3228    | 49,3   |
| Densidade (pop./km²) | 66,2    | 100   | 33,6     | 33,6     | 32,6    | 32,6   |

De acordo com dados de 2002, o rendimento médio per capita ascendia a 1275,37 zł.

## Subdivisões
- Albertów, Brzózki, Danków, Giętkowizna, Grabarze, Julianów, Kleśniska, Lipie, Lindów, Napoleon, Natolin, Parzymiechy, Rębielice Szlacheckie, Rozalin, Stanisławów, Szyszków, Wapiennik, Zbrojewsko, Zimnowoda.

## Comunas vizinhas
- Działoszyn, Krzepice, Opatów, Pątnów, Popów, Rudniki